# 1800
1800 (MDCCC) byl rok, který dle gregoriánského kalendáře započal středou. Na rozdíl od juliánského kalendáře nebyl v gregoriánském kalendáři rok přestupný, proto se diference obou kalendářů od 1. března zvýšila z 11 na 12 dní. Podle juliánského kalendáře započal rok 1800 až v neděli 12. ledna. 
Podle islámského kalendáře započal dne 25. května rok 1215, podle židovského kalendáře začal dne 20. září rok 5561. 

## Události
- 13. února – Byla založena Banque de France.
- 14. března – Kardinál Barnaba Chiaramonti byl zvolen papežem Piem VII. jako 251. v pořadí.
- 20. března – V bitvě u Heliopolis porazila francouzská armáda pod vedením Jeana-Baptista Klébera osmanská vojska.
- 21. března – Pod protektorátem Ruska a Osmanské říše vznikla Republika sedmi ostrovů spravovaná Řeky.
- 24. dubna – V USA byl založena Knihovna Kongresu.
- 3. května – Francouzská armáda porazila rakouskou v bitvě u Stockachu.
- 5. května – Velká Británie přijala Act of Union (Zákon o unii), který začlenil do Velké Británie Irské království (s platností od 1. ledna 1801).
- 13. května – Papež Pius VII. vydal encykliku Diu satis.
- 15. května – Napoleon Bonaparte překročil Alpy a vpadl do Itálie.
- 26. května – Francouzská armáda porazila rakouskou v bitvě u Chiuselly.
- 14. června – Francouzská armáda porazila rakouskou v bitvě u Marenga.
- 4. září – Britové přinutili ke kapitulaci francouzskou posádku ve Vallettě a vyhlásili nad Maltou Maltský protektorát.
- 30. září – Mortefontaineská úmluva ukončila nevyhlášenou americko-francouzskou válku.
- 10. října – Ve Francii bylo odhaleno tzv. Spiknutí dýk, když Jakobíni plánovali atentát na Napoleona Bonaparta.
- 1. listopadu – Americký prezident John Adams se stal prvním prezidentem sídlícím v Bílém domě ve Washingtonu.
- 17. listopadu – Kongres Spojených států amerických poprvé zasedal ve Washingtonu, D.C.
- 3. prosince
  - Francouzský armáda porazila rakouskou a bavorskou v bitvě u Hohenlindenu.
  - V amerických prezidentských volbách zvítězil Thomas Jefferson nad Johnem Adamsem.
- 24. prosince
  - Skupina roajalistů spáchala nevydařený atentát na Napoleona v Paříži.
  - Pierre Coudrin a Henriette Aymer de la Chevalerie založili Kongregaci Nejsvětějších Srdcí Ježíše a Marie v Paříži.

### Probíhající události
- 1791–1804 – Haitská revoluce
- 1792–1802 – Francouzské revoluční války
- 1798–1800 – Kvaziválka
- 1798–1801 – Napoleonovo tažení do Egypta a Sýrie

## Vědy a umění
- 2. dubna – Ve vídeňském Burgtheateru měla premiéru Symfonie č. 1 Ludwiga van Beethovena.
- 20. března – Italský fyzik Alessandro Volta vynalezl Voltův sloup – první chemické elektrické baterie.
- 2. června – Ve Spojených státech bylo uskutečněno první očkování proti neštovicím.
- 16. září – V pařížské Komické opeře proběhla premiéra opery skladatele Françoise Adriena Boieldieua Kalif z Bagdádu.
- 1. listopadu – Ve Vermontu byla založena Middlebury College.
- Francouzský malíř Jacques-Louis David namaloval portrét Juliette Récamierové.
- Britský astronom William Herschel objevil infračervené záření.

## Narození

### Česko

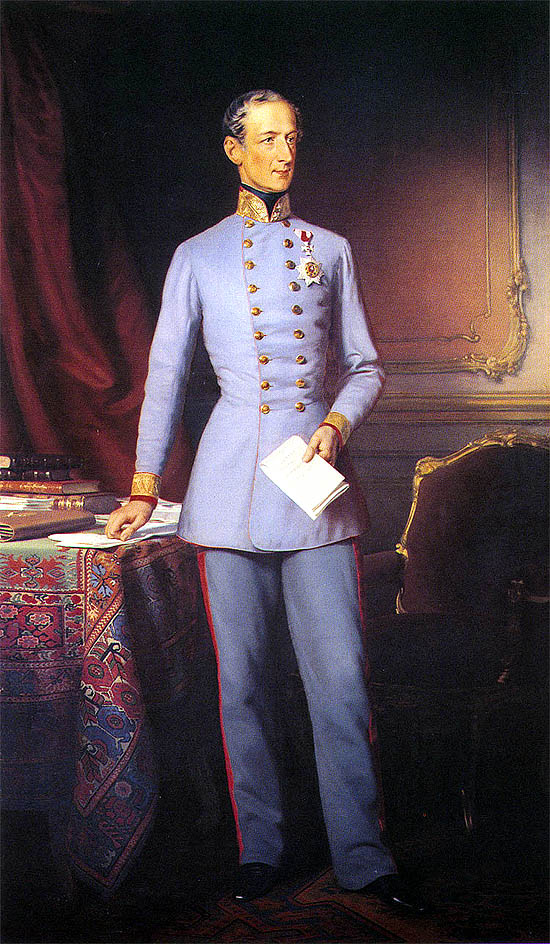
Felix Schwarzenberg (* 2. října)

- 1. ledna – Václav Emanuel Horák, varhaník, hudební skladatel a pedagog († 3. září 1871)
- 27. ledna – Adolf Maria Pinkas, politik († 28. září 1865)
- 9. února – Josef Führich, malíř († 13. března 1876)
- 11. dubna – Jan Rudolf Kutschker, teolog a arcibiskup († 27. ledna 1881)
- 21. června – Eduard Schubert, právník a politik německé národnosti († 22. listopadu 1879)
- 7. srpna – Josef Krasoslav Chmelenský, obrozenecký básník († 2. ledna 1839)
- 29. září – Michal Antonín Kotler, podnikatel a cestovatel († 18. listopadu 1879)
- 30. září – Hieronymus Eustach Brinke, starosta, tkadlec a písmák († 7. září 1880)
- 22. října – František Xaver Chotek, skladatel († 5. května 1852)
- 9. listopadu – Emanuel Arnold, novinář a agitátor († 4. ledna 1869)
- 19. prosince – Kamil Rohan, šlechtic francouzského původu († 13. listopadu 1892)
- 30. prosince – František Kristián Wieser, řeholník, kněz a teolog († 14. listopadu 1868)
- ? – Josef August Heller, hudební skladatel a kritik († 17. prosince 1855)

### Svět

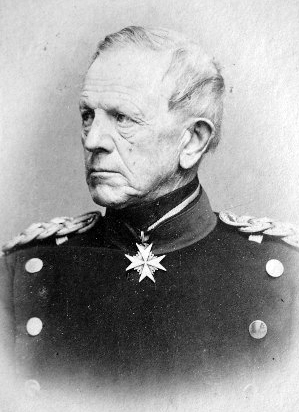
Helmuth von Moltke starší (* 26. října)

- 7. ledna – Millard Fillmore, prezident Spojených států amerických († 8. března 1874)
- 11. ledna – Štefan Anián Jedlík, uherský fyzik († 13. prosince 1895)
- 14. ledna – Ludwig von Köchel, rakouský muzikolog († 3. července 1877)
- 26. ledna
  - Johann Gerhard Oncken, německý baptistický kazatel († 2. ledna 1884)
  - Elizabeth Ann Whitney, vůdčí osobnost mormonů († 15. února 1882)
- 1. února – Brian Houghton Hodgson, anglický zoolog a politik († 23. května 1894)
- 6. února – Achille Devéria, francouzský malíř a litograf († 23. prosince 1857)
- 11. února – William Fox Talbot, britský vynálezce, fotograf, lingvista a matematik († 17. září 1877)
- 12. února – John Edward Gray, britský zoolog († 7. března 1875)
- 23. února
  - Adéla Anhaltská, manželka oldenburského velkovévody Augusta († 13. září 1820)
  - William Jardine, skotský přírodovědec († 21. listopadu 1874)
- 28. února – Johann Heinrich Christian Schubart, německý klasický filolog († 1. května 1885)
- 2. března – Jevgenij Abramovič Baratynskij, ruský básník († 11. července 1844)
- 16. března – Ninkó, japonský císař († 21. února 1846)
- 28. března – Johann Georg Wagler, německý herpetolog († 23. srpna 1832)
- 31. března – Osip Senkovskij, ruský spisovatel a orientalista († 16. března 1858)
- 15. dubna
  - James Clark Ross, britský námořník a objevitel († 3. dubna 1862)
  - Gilbert Thomas Burnett, britský botanik († 27. července 1835)
- 24. dubna – Heinrich Wydler, švýcarský botanik († 6. prosince 1883)
- 9. května – John Brown, americký radikální abolicionista († 2. prosince 1859)
- 17. června – William Parsons, britský astronom († 31. října 1867)
- 15. července – Jean-Baptiste Dumas, francouzský chemik a politik († 11. dubna 1884)
- 22. července – Jakob Lorber, rakouský hudebník a mystik († 24. srpna 1864)
- 31. července – Friedrich Wöhler, německý chemik († 23. září 1882)
- 4. srpna – Pavlína Württemberská, württemberská královna († 10. března 1873)
- 12. září – Pierre Charles Fournier de Saint-Amant, francouzský šachový mistr († 29. října 1872)
- 15. září – Pavel Fridrich Meklenbursko-Zvěřínský, meklenbursko-zvěřínský velkovévoda († 7. března 1842)
- 2. října
  - Francis Kiernan, britský anatom a lékař († 31. prosince 1874)
  - Felix Schwarzenberg, rakouský politik († 4. dubna 1852)
  - Nat Turner, americký vůdce povstání proti otrokářům († 11. listopadu 1831)
- 25. října
  - Thomas Macaulay, britský historik, esejista, politik a básník († 28. prosince 1859)
  - Jacques Paul Migne, francouzský patrolog a křesťansky orientovaný vydavatel († 24. října 1875)
- 26. října – Helmuth von Moltke starší, německý polní maršál († 24. dubna 1891)
- 1. listopadu – Charles Lemaire, francouzský botanik a spisovatel († 22. června 1871)
- 10. listopadu – Anton von Doblhoff-Dier, rakouský politik († 16. dubna 1872)
- 18. listopadu – John Nelson Darby, angloirský biblista a evangelista († 29. dubna 1882)
- 21. listopadu – Karel Robert Croll, německý malíř († 3. listopadu 1863)
- 26. listopadu – Anton Martin Slomšek, slovinský biskup a spisovatel († 24. září 1862)
- 30. listopadu – Franz Unger, rakouský paleontolog a botanik († 13. února 1870)
- 1. prosince – Mihály Vörösmarty, maďarský spisovatel († 19. listopadu 1855)
- 3. prosince – France Prešeren, slovinský básník († 8. února 1849)
- 4. prosince – Emil Aarestrup, dánský básník († 21. července 1856)
- 15. prosince – Josef Kriehuber, rakouský malíř a litograf († 30. května 1876)
- 29. prosince – Charles Goodyear, americký chemik a vynálezce († 1. července 1860)
- ? – Auguste Belloc, francouzský fotograf († 1867)
- ? – Eugène Durieu, francouzský fotograf († 1874)
- ? – Émilie Evershedová, francouzská básnířka († 19. ledna 1879)
- ? – Vincent Grimm, maďarský šachista († 15. ledna 1872)
- ? – William Schlumberger, francouzský šachista († 1837)

## Úmrtí

### Česko
- 4. ledna – Johann Heinrich Marzy, historik a kronikář Jihlavy a mědirytec (* 15. srpna 1722)
- 25. května – Karel Godefried von Rosenthal, olomoucký kanovník a biskup (* 1. října 1738)
- 1. října – Franz Anton Leonard Herget, matematik a inženýr (* 6. listopadu 1741)
- ? – Antonín Stamic, houslista, violista a skladatel (* 27. listopadu 1750)

### Svět

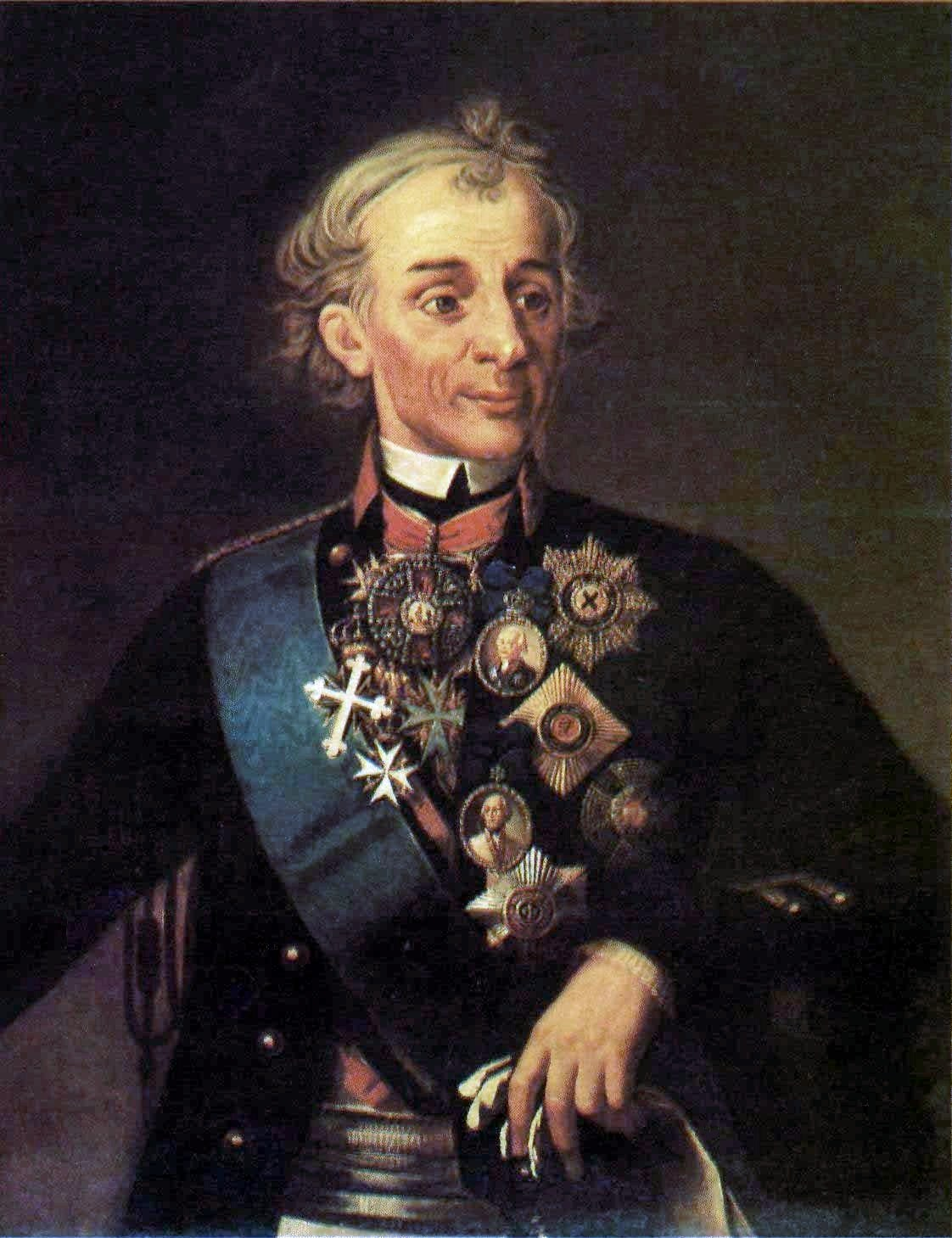
Alexandr Vasiljevič Suvorov († 18. května)

- 13. ledna – Petr Biron, kuronský a semgalský kníže (* 15. února 1724)
- 25. dubna – William Cowper, anglický básník (* 26. listopadu 1731)
- 4. května – Armand Vignerod, duc d'Aiguillon, francouzský generál (* 31. října 1761)
- 6. května – Alexandr Vasiljevič Suvorov, ruský vojevůdce (* 13. listopadu 1729)
- 7. května – Niccolò Piccinni, italský operní skladatel (* 16. ledna 1728)
- 18. května
  - Alexandr Vasiljevič Suvorov, ruský vojevůdce (* 24. listopadu 1729)
  - František Leopold Habsbursko-Lotrinský, rakouský arcivévoda a toskánský princ (* 15. prosince 1794)
- 25. května – Karel Godefried von Rosenthal, olomoucký kanovník a biskup (* 1. října 1738)
- 14. června
  - Louis-Charles-Antoine Desaix, francouzský generál (* 14. června 1768)
  - Jean-Baptiste Kléber, francouzský generál (* 9. března 1753)
- 24. června – Karl Joseph Hadik von Futak, rakouský vojevůdce (* 28. října 1756)
- 23. července – John Rutledge, americký politik (* 17. září 1739)
- 29. září – Michael Denis, rakouský básník (* 27. září 1729)
- 28. října – Artemas Ward, americký voják a politik (* 26. listopadu 1727)
- 14. listopadu – François-Claude-Amour de Bouillé, francouzský generál (* 19. listopadu 1739)
- 28. listopadu – Sebastian Mutschelle, německý teolog (* 18. ledna 1749)
- ? – Louis Granier, francouzský houslista, hudební skladatel a dirigent (* ? 1740)

## Hlavy států

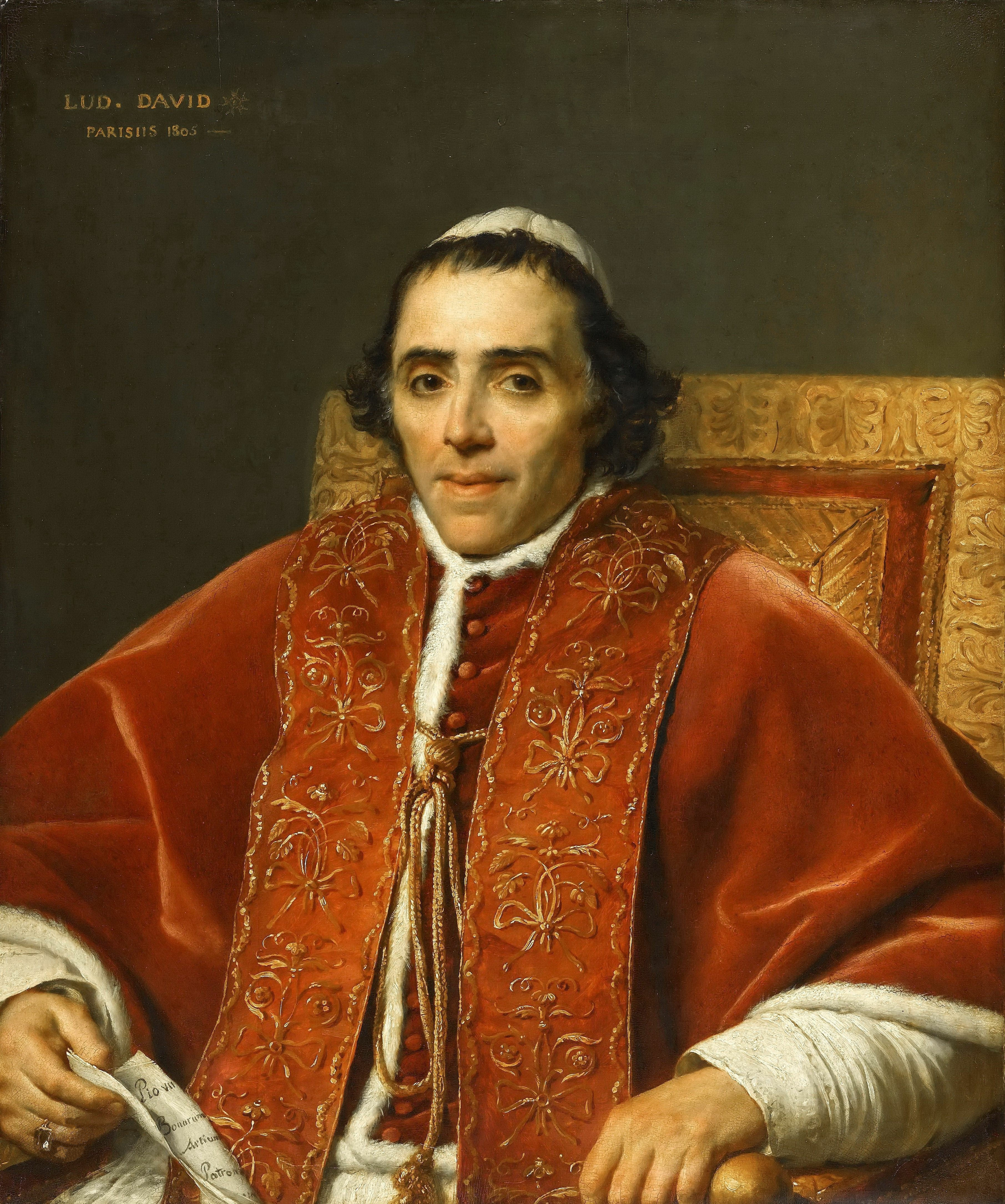
Papežem se stal Pius VII.

- Francie – Napoleon Bonaparte (1799–1814)
- Habsburská monarchie – František I. (1792–1835)
- Osmanská říše – Selim III. (1789–1807)
- Prusko – Fridrich Vilém III. (1797–1840)
- Rusko – Pavel I. (1796–1801)
- Spojené království – Jiří III. (1760–1820)
- Španělsko – Karel IV. (1788–1808)
- Švédsko – Gustav IV. Adolf (1792–1809)
- USA – John Adams (1797–1801)
- Papež – Pius VII. (1800–1823)
- Japonsko – Kókaku (1780–1817)